# Гилёв, Фёдор Васильевич
Фёдор Васильевич Гилёв (20 сентября 1851 год, Очёрский Завод, Оханский уезд, Пермская губерния — 5 февраля 1933 год, Михайловка, Приморский край, СССР) — российский натуралист, лесовод, краевед, лесничий Билимбаевского округа.

## Биография
Фёдор родился 20 сентября 1851 года в Очёрском Заводе Оханского уезда Пермской губернии (ныне город Очёр Пермского края), в семье крепостных дворовых графа Строганова. Отец, Василий Фёдорович Гилёв — заводской приказчик и управляющий Ивенского округа, а мать, Анна Абрамовна Гилёва (Рогова) — сестра Якова и Николая Роговых. У Фёдора было четыре брата: Александр, Семён, Николай и будущий русский певец (баритон) Сергей (1854—1933) и три сестры: Мария, Анна и Марфа. В 1853—1863 годах семья жила в Кудымкаре Соликамского уезда Пермской губернии, где работал отец Василий Фёдорович.
В 1862—1863 годах учился в Пермской гимназии. В 1867 году Фёдор окончил Усольское училище, а в 1872 году окончил Московскую земледельческую школу. В первом классе школы был первым учеником, во втором и третьем — вторым учеником.
После получение аттестата направлен помощником лесничего Очёрского округа, где служил в 1872—1873 годах. В 1873—1878 годах служил лесничим в селе Ильинское. С сентября 1878 года служил в Билимбай в должности окружного лесничего. В январе 1879 года в Билимбае Фёдор Васильевич женился на Марии Николаевне Вороновой (дочери члена правления Билимбаевского округа Николая Васильевича Воронова), у них родилась единственная дочь Любовь, затем появился внук Николай. В Билимбае Фёдор Васильевич принимал у себя Дмитрия Ивановича Менделеева во время его научной экспедиции на Урал в июле 1899 года, графа Сергея Александровича Строганова с супругой Евгенией Александровной.
Фёдор принимал участие в чусовском сплаве, в создании первых на Урале лесных питомников, в формировании лесной пожарной стражи, в организации потребительского общества, был старостой Билимбаевской Свято-Троицкой церкви, был гласным в Губернском собрании.
В 1905—1917 годах Фёдор Васильевич служил окружным лесничим Добрянского горного округа, проживал в Добрянке.
Умер Фёдор Васильевич 5 февраля 1933 года и был похоронен в посёлке Михайловка, что под Владивостоком.

## Память
8 июня 2008 года в Билимбаевском лесничестве состоялось открытие памятной доски из чёрного гранита лесоводу Урала Фёдору Васильевичу Гилёву.

## Вклад в науку
Фёдор Васильевич создавал лесные сосновые культуры, которые до сих пор сохранены в Билимбаевском лесничестве, создал и первую пожарную охрану леса на Урале.
Зимой 1925 года в Красной слободе Гилёв пишет «Записки о лесных пожарах и борьбе с ними на уральских заводах», затем рассказ «Чусовские бурлаки и сплав барок по реке Чусовой», «Заметки о посеве и посадке леса» и «Лесное хозяйство Билимбаевской дачи».

## Награды
Заслуги Фёдора Васильевича были отмечены:
- благодарственное письмо за образцовое лесное хозяйство от генерала В. Н. Мылова;
- 1891 — звание личный «Почётный гражданин»;
- 1895 — орден Святого Станислава 3-й степени и благодарственное письмо от министра А. С. Ермолова;
- 1896 — серебряная медаль на Всероссийской выставке в Нижнем Новгороде за образцовое лесное хозяйство и пожарную охрану.